# Shlomo Pines
Shlomo Pines (hebreiska: שלמה פינס), född den 5 augusti 1908 i Paris och död den 9 januari 1990 i Jerusalem, var professor i allmän och judisk filosofi vid Hebreiska universitetet i Jerusalem. Pines, som var en israelisk filosof och orientalist som främst inriktat sig på judisk och islamisk filosofi, är kanske mest känd för sin översättning av den judiske rättslärde Moses Maimonides Vägvisare för den villrådige från arabiska till engelska under namnet The Guide of the Perplexed.

## Biografi

### Uppväxtåren
Shlomo Pines föddes i förorten Charenton-le-Pont i Paris den 5 augusti 1908. Hans föräldrar, Meir Pines och Sarah Pines, född Schalit, var immigranter från Ryssland. Hans uppväxt präglades av en miljö där lärande och studier uppmuntrades. Hans far, som var en framgångsrik affärsman, hade doktorerat vid Sorbonne med en avhandling om litteratur på jiddisch. Shlomo Pines växte upp i flera europeiska länder. Redan när han var sex månader gammal flyttade familjen tillbaka till Ryssland och unge Pines tillbringade sin barndom i Riga och Archangelsk i Ryssland. I familjen talade man ryska, jiddisch och hebreiska och unge Shlomo Pines lärde sig alla tre språken. År 1919, det år han fyllde 11, flydde familjen undan den bolsjevikiska revolutionen till London i England. Där lärde sig Shlomo Pines engelska och latin. År 1921 flyttade man på nytt, denna gång till Berlin i Tyskland, där Pines lärde sig tyska och på gymnasiet grekiska, dessutom på egen hand arabiska. Dock trivdes han inte med livet i Tyskland och den tyska kulturen.

### De akademiska studierna
Från 1925 – då Pines var 17 år – till 1934 studerade han bland annat filosofi, semitiska språk och lingvistik. År 1925 började han på Heidelbergs universitet där han under ett års tid läste filosofi och arabiska. Under samma period reste han med några vänner till Palestina och fotvandrade i sex veckor. Han kom då för första gången i kontakt med livet i en kibbutz. År 1926 skrev han in sig på Genèves universitet och lärde sig franska, varefter han också kunde studera fransk litteratur.  Följande år, 1927, studerade Pines vid Berlins universitet. Han läste då filosofi, arabiska, persiska, turkiska och sanskrit.
I Berlin skrev han 1934 sin doktorsavhandling, Beiträge zur islamischen Atomenlehre (Undersökningar av den islamiska atomismen), och denna utkom i tryck 1936. Det var också i Berlin han blev vän med den judiske arabisten Paul Kraus och den politiske filosofen Leo Strauss. Redan 1932 återvände dock Pines till sin födelsestad Paris och han kom under de följande åren att pendla mellan Paris och föräldrarnas dåvarande hemstad Berlin. Han träffande sin blivande hustru Fanny Rirachowsky i Paris, där hon studerade filosofi vid Sorbonne, och de gifte sig 1938.

### Gärning

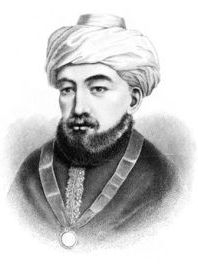
Moses Maimonides, 1135–1204. Pines är kanske mest känd för sin översättning från 1963 av Maimonides filosofiska verk Moré nebuchim till engelska under titeln The Guide of the Perplexed.

Från 1937 till 1939 undervisade Pines i islamsk vetenskapshistoria vid Sorbonne (Paris universitet) vid ”Institutet för vetenskapshistoria” (l'Institut d'Histoire des Sciences). Till följd av den tyska ockupationen av Frankrike flydde han 1940 med sin familj till Palestina.
Under återstoden av andra världskriget arbetade Pines inom det brittiska utrikesministeriet och efter bildandet av staten Israel 1948, vid det israeliska utrikesministeriet. År 1950 fick han tjänst vid det Hebreiska universitetet i Jerusalem och 1952 utnämndes han till assisterande professor vid avdelningen för filosofi och judisk filosofi och kabbala.  Med början 1952 och ända fram till sin död, undervisade han i allmän filosofi och judisk filosofi vid Hebreiska universitetet i Jerusalem. I mitten av 1950-talet påbörjade Pines en nyöversättning till engelska av Moses Maimonides filosofiska verk Vägvisare för den villrådige (The Guide of the Perplexed) och denna utkom i tryck 1963.
Även om Pines forskning spände över många områden handlar de flesta av hans avhandlingar om arabisk filosofi under medeltiden. I början av sin akademiska karriär riktade Pines sitt intresse mot arabiska och judisk-arabiska texter. Han undersökte översättningar gjorda från grekiska förlagor, arabisk filosofi, teologi och vetenskap. Men på 1960-talet kom han att bredda sin forskning till att omfatta också det inflytande latinsk skolastik hade på den senmedeltida judiska filosofin, samt studier av utvecklingen inom de tidiga judisk-kristna grupperna.
Att Pines kunde behandla så många skilda ämnen underlättades av hans stora språkkunskaper. Bland de språk han behärskade flytande kan nämnas arabiska, syriska, hebreiska, de iranska språken, turkiska, koptiska och de klassiska språken som grekiska och latin. Dessutom behärskade Pines många moderna europeiska språk. Utöver Pines studier av islams vetenskapshistoria avhandlade han också så skilda ämnen som indiska influenser, kabbalan, ismailism, judiskt-kristen filosofi, samt studier av personer som Moses Maimonides, Judah Ha-Levi och Spinoza.
Pines publicerade nästan två hundra vetenskapliga verk, men endast två i bokform, doktorsavhandlingen Beiträge zur Islamischen Atomenlehre och översättningen av Maimonides The Guide of the Perplexed. I stället kom flera av hans artiklar att bli omfångsrika.
År 1971 upptäckte Pines en arabisk version av det omnämnande av Jesus som förekommer hos den judiske historikern Josefus och som går under namnet Testimonium Flavianum i ett verk av Agapius från Hierapolis. Pines upptäckte också en 1100-talsversion av Testimonium Flavianum hos den syriske patriarken Mikael den store. Enligt den ledande Josefusforskaren Louis Feldman har Pines väckt stor uppståndelse genom att uppmärksamma forskarsamhället på två dittills nästan helt försummade verk.

## Utmärkelser
- År 1968 tilldelades Pines Israelpriset inom humaniora.[13]
- År 1985 tilldelades Pines utmärkelsen Bialikpriset för judiskt tänkande.[14]

## Publikationer
| Publikationer, exkluderande de på hebreiska |
| --- |
| - Moïse Ventura. La Philosophie de Saadia Gaon, Paris 1934. Orientalistische Literaturzeitung 38, 10 (1935), 622–624 (recension). - Moïse Ventura, Le Kalām et le Péripatétisme d’après le Kuzari, Ebda, 1934. Orientalistische Literaturzeitung 38, 10 (1935), 624 (recension). - Beiträge sur Islamischen Atomenlehre (Berlin, A. Heine [Grafenhainichen], 1936), 144 sidor. - Une Notice sur les Rech Galuta chez un écrivain arabe du IXe siècle, Revue des études juives 100 (1936), 71–73. - Leo Strauss, Philosophie und Gesetz, Berlin 1935. Recherches philosophiques 5 (1936), 504–507 (recension). - Al-Rāzī, Enzyklopaedie des Islam III (1936), 1225–1227 (tillsammans med Paul Krauss). - Some Problems of Islamic Philosophy, Islamic Culture 11 (1937), 66–80. - Études sur Awḥad al-Zamān Abu ʾl-Barakāt al-Baghdādī, Revue des études juives 3 [103] (1938), 1–95. - L'édition des Akhbār al-Ḥallāj [par L. Massignon et P. Kraus]. Orientalia 7 (1938), 333–342. - Les Précurseurs musulmans de la théorie de l’impetus, Archeion 21 (1938), 294–300. - Quelques tendances antipéripatéticiennes de la pensée scientifique arabe, Revue des études islamiques 12 (1938), 413–416. - Amelie-Marie Goichon, La distinction de l’essence et de l’existence d’après Ibn Sīnā, Paris 1937. Revue des études islamiques 12, 4 [Abstracta Islamica VI], A.48–A.54. (recension) - Maurice Bouyges, ed., Averroès: Tafsīr mā baʿd at-tabʿīat, Beyrouth 1938, Revue des études islamiques 12, 4 [Abstracta Islamica vi], A.55–A.56 (recension). - Notes sur l’Ismailiyya, Hermes 3 (1939), 51–59. - Quelques tendances antipéripatéticiennes de la pensée scientifique islamique, Thales 4 (1940), 210–219. - Nathanael ben al-Fayyūmī et la théologie ismaëlienne, Revue de l’histoire juive en Egypte 1 (1947), 5–22. - Ibn Sina et l’auteur de la Risālat al-fuṣūṣ fīʾl-ḥikma, Revue des études islamiques 19 (1951), 121–124. - La philosophie orientale d’Avicenne et sa polémique contre les Bagdadiens, Archives d’histoire doctrinale et littéraire du Moyen Age 19 [année 27] (1952), 5–37. - Un précurseur Bagdadien de la thèorie de l’impetus, Isis 44 (1953), 247–251. - Rāzī critique de Galien, Actes du VIIe Congrès International d’Histoire des Sciences, Paris 1953. - La conception de la conscience de soi chez Avicenne et chez Abuʾl-Barakāt al-Baghdādī, Archives d’histoire doctrinale et littéraire du Moyen Age 21 [année 29] (1954), 21–29. - La longue récension de la Théologie d’Aristote dans ses rapports avec la doctrine ismaélienne, Revue des études islamiques 22 (1954), 7–20. - Nouvelles études sur Awḥad al-Zamān Abu-ʾl-Barakāt Al-Baghdādī, Mémoires de la Société des Etudes Juives 1 (1955), 88 sidor. - Une version arabe de trois propositions de la Στoιχέιωσις Θεoλoγική de Proclus, Oriens 8 (1955), 195–203. - Un Fragment inconnu d’Aristote en version arabe, Comptes rendus des séances: Académie des inscriptions et belles-lettres (1955), 387–394. - A Tenth Century Philosophical Correspondence, Proceedings of the American Academy for Jewish Research 24 (1955), 103–136. Också i Arthur Hyman, ed., Essays in Medieval Jewish and Islamic Philosophy, (New York, 1977), 357–390. - Abuʾl Barakāt Hibat Allah b. Malka al-Baghdādī al-Baladī, The Encyclopaedia of Islam [new edition] I (1954–60), 111–113. Encyclopédie de l’Islam [nouvelle edition] I (1954–60), 114–116 (tryckt samtidigt på både engelska och franska). - Un texte incounnu d’Aristote en version arabe, Archives d’histoire doctrinale et littéraire du Moyen Age, 23 [année 31] (1956), 5–43. - La doctrine de l’intellect selon Bakr al-Mawṣilī, Studi Orientalistici in onore di Giorgio Levi della Vida 2 (Rome, 1956), 350–364. - La théorie de la rotation de la terre à l’époque d’al-Bīrūnī. Journal Asiatique 244 (1956), 301–306. - Notes sur la doctrine de la prophétie et la réhabilitation de la matière dans le Kuzari, Mélanges de philosophie et de littérature juives 1 (1957), 253–260. - Amr, The Encyclopaedia of Islam (new edition) I (1954–60), 449–450. Encyclopédie de l’Islam [nouvelle edition] I (1954–60), 462–463 (tryckt samtidigt på både engelska och franska). - Addenda et corrigenda, Archives d’histoire doctrinale et littéraire du Moyen Age 26 [année 34], 295–299. - Studies in Abuʾl-Barakāt al-Baghdādī’s Poetics and Metaphysics, Scripta Hierosolymitana 6 [Studies in Philosophy] (1960), 120–198 [Excursus: Notes on Maimonides’ Views concerning Human Will, 195–198]. - A New Fragment of Xenocrates and its Impication, Transactions of the American Philosophical Society 51, Part 2 (1961), 34 sidor. - Omne quod movetur necesse est ab aliquo moveri: A Refutation of Galen by Alexander of Aphrodisias and the Theory of Motion, Isis 52 (1961), 21–54. - La loi naturelle et la société: la doctrine politico-théologique d’Ibn Zurʿa, philosophe chrétien de Bagdad, Scripta Hierosolymitana 9 [Studies in Islamic History and Institutions], 154–190. - Quelques réflexions sur Maïmonide en guise de préface, Maimonide, Le livre de la connaissance, traduit par V. Nikiprowetzky et A. Zaoui (Paris, 1961), 1–19. - A Moslem Text concerning the Conversion of the Khazars to Judaism, Journal of Jewish Studies 13 (1962), 45–55. - Maimonides, The Guide of the Perplexed, translation (Chicago, 1963), cxxxiv + 658 sidor. [Translator’s Introduction: The Philosophic Sources of The Guide of the Perplexed, lvii–cxxxiv]. - Un fragment de Séleucus de Séleucie conservé en version arabe, Revue d’histoire des sciences et de leurs applications 16 (1963), 193–209. - What Was Original in Arabic Science? Scientific Change [Symposium on the History of Science, Oxford 1961], ed. A.C. Crombie (London, 1963), 329–353. - H. A. R. Gibb, The Travels of Ibn Baṭṭūṭa (London, 1957), Isis 54 (1963), 503–507 (recension). - La dynamique d’Ibn Bajja, L’Aventure de la science (Mélanges Alexandre Koyré, 2 vols: Paris, 1963), 442–468. - Ibn Al-Haytham’s Critique of Ptolemy, Proceedings of the 10th International Congress of the History of Science (Ithaca, 1962; Paris, 1964), 547–550. - The Semantic Distinction between the Terms Astronomy and Astrology according to Al-Bīrūnī, Isis 55 (1964), 343–349. - W. Montgomery Watt, Islamic Philosophy and Theology (Edinburgh, 1962), 302–304 (recension). - The Jewish Christians of the Early Centuries of Christianity According to a New Source, Proceedings of the Israel Academy of Sciences and Humanities 2, 10 (1966), 74 sidor. [vol. 2, 1968, 237–310]. - Al-Bīrūnī’s Arabic Version of Patañjali’s Yogasutra: A Translation of His First Chapter and a Comparison with Related Sanskrit Texts, Bulletin of the School of Oriental and African Studies 29 (1966), 302–325 (tillsammans med Tuvia Gelblum). - Scholasticism after Thomas Aquinas and the Teachings of Hasdai Crescas and his Predecessors, Translated by Alfred L. Ivry, Proceedings of the Israel Academy of Sciences and Humanities 1, 10 (1967), 101 sidor (vol. 1, 1967). - The Iranian Name for Christians and the ‘God Fearers’. Translated by Shaul Shaked, Proceedings of the Israel Academy of Sciences and Humanities 2, 7 (1967), 10 sidor (vol. 2, 1968), 143–152. - ‘Israel, My First Born’ and the Sonship of Jesus: A Theme of Moslem Anti-Christian Polemics, Studies in Mysticism and Religion presented to Gershom G. Scholem (Jerusalem, Magnes, 1967), 177–190. - Judeao-Christian Materials in an Arabic Jewish Treatise, Proceedings of the American Academy for Jewish Research 35 (1967), 187–217. - Jewish Philosophy, The Encyclopedia of Philosophy 4 (1967), 261–277. - Maimonides, The Encyclopedia of Philosophy 5 (1967), 187–217. - Spinoza’s Tractatus Theologico-Politicus, Maimonides and Kant, i Further Studies in Philosophy, ed. Ora Segal, Scripta Hierosolymitana 20 (Jerusalem, 1968), 3–54. - Thābit b. Qurra’s Conception of Number and Theory of the Mathematical Infinite, Actes du XIe Congrès International d’Histoire des Sciences (Varsovie, 1965; Cracow, 1968), 160–166. - Saint Augustin et la théorie de l’impetus, Archives d’histoire doctrinale et littéraire du Moyen Age 36 [année 44] (1969), 7–21. - Ibn Khaldun and Maimonides: A Comparison between Two Texts, Studia Islamica 32 (1970), 265–274. - Eschatology and the Concept of Time in the Slavonic Book of Enoch, Studies in the History of Religion 18, supplement [Types of Redemption, ed. R.J.Z. Werblowsky & C.J. Bleeker] (Leiden, 1970), 72–75. - Philosophy, The Cambridge History of Islam 2B, 8, Islamic Society and Civilization, Chapter 11, 780–823. - Abuʾl-Barakāt al-Baghdādī, Dictionary of Scientific Biography 1 (New York, Scribner’s Sons, 1970), 26–28. - Ibn Bājja, Dictionary of Scientific Biography 1 (New York, Scribner’s Sons, 1970), 408–410. - An Arabic Version of the Testimonium Flavianum and its Implications (Jerusalem, The Israel Academy of Sciences and Humanities, 1971), 87 sidor. - The Concept of Time in Late Neoplatonism [Texts with Translation, Introduction and Notes] (Jerusalem, The Israel Academy of Sciences and Humanities, 1971), 118 sidor (tillsammans med Shmuel Sambursky). - A Note on an Early Meaning of the Term Mutakallim, Israel Oriental Studies 1 (1971), 224–240. - Les textes arabes dits plotiniens et le courant “porphyrien” dans le néoplatonisme grec, Le Néoplatonisme [Colloque International au Royaumont 1969] (Paris, Centre National de la Recherche Scientifique, 1971), 303–317. - Ahmad Miskawayh and Paul the Persian, Irān-Shināsī 2, 2 (1971), 121–129. - The Societies Providing for the Bare Necessities of Life according to Ibn Khaldun and the Philosophers, Studia Islamica 34 (1971), 125–138. - Averroes, Encyclopaedia Judaica 3 (1971), 949–953 (tillsammans med B. Suler & S. Muntner). - Avicenna, Encyclopaedia Judiaca 3 (1971), 955, 957–959. - Enoch, Slavonic Book of, Encyclopaedia Judaica 6 (1971), 797–799. - Gabirol: Philosophy, Encyclopaedia Judaica 7 (1971), 240–246. - An Arabic Summary of a Lost Work of John Philoponus, Israel Oriental Studies 2 (1972), 320–352. - Some Traits of Christian Theological Writing in Relation to Moslem Kalām and to Jewish Thought, Proceedings of the Israel Academy of Sciences and Humanities 5, 4 (1973), 21 sidor [vol. 5, 1976, 105–125]. - Al-ʿĪsāwiyya, The Encyclopaedia of Islam (new edition) IV (1973–78), 96. Encyclopedie d’Islam [nouvelle edition] IV (1973–78), 100 (tryckt samtidigt på både engelska och franska). - The Arabic Recension of Parva Naturalia and the Philosophical Doctrine concerning Veridical Dreams according to al-Risāla al-Manāmiyya and Other Sources, Israel Oriental Studies 4 (1974), 104–153. - The Middle Ages: Introduction to Mediaeval Science, Physical Thought from the Presocratics to the Quantum Physicists, ed. S. Sambursky (London, 1974), 123–127. - La place faite aux mathématiques dans la philosophie du Moyen Age, Actes du XIIIe Congrès International d’Histoire des Sciences (Moscou, sections III et IV), 163–164. - Philosophy, Mathematics and the Concept of Space in the Middle Ages, The Interaction between Science and Philosophy, ed. Y. Elkana (Atlantic Highlands, New Jersey, 1974), 75–90. - From Darkness into Great Light, Translated by Joseph Halpern, Immanuel 4 (1974), 47–51. - Aristotle’s Politics in Arabic Philosophy, Israel Oriental Studies 5 (1975), 150–160. - The Oath of Asaph the Physician and Yohanan ben Zabda: Its Relation to the Hippocratic Oath and the Didachē, Proceedings of the Israel Academy of Sciences and Humanities 5, 9 (1975), 43 sidor. [vol. 5, 1976, 223–264]. - Maimonides, Rabbi Moses ben Maimon, Dictionary of Scientific Biography 9 (New York, Scribner’s Sons, 1975), 27–32. - Al-Razi, Abu Bakr Muhammad ibn Zakariyya, Dictionary of Scientific Biography 11 (New York, Scribner’s Sons, 1975), 323–326. - Jewish Philosophy: Mediaeval Philosophy, Iberian-Dutch Philosophers, Encyclopaedia Britannica [15th edition] 10 (1975), 208–215. - Preface, Lea Goldberg, Russian Literature in the Nineteenth Century, translated by Hillel Halkin (Jerusalem, 1976), vii. - Saint Thomas et la pensée juive médiévale: quelques notations, Mediaevalia Lovaniensia I, V [=Aquinas and the Problems of His Time, ed. G. Verbeke and D. Verhelst] (Louvain and The Hague, 1976), 118–129. - Foreword, David Hartman, Maimonides: Torah and Philosophic Quest (Philadelphia, Jewish Publication Society of America, 1976), xi–xv. - Al-Bīrūnī’s Arabic Version of Patañjali’s Yogasūtra: A Translation of the Second Chapter and a Comparison with Related Texts, Bulletin of the School of Oriental and African Studies 40 (1977), 522–549 (tillsammans med Tuvia Gelblum). - La collusion entre les Byzantins et la subversion islamique et la lettre injurieuse d’un “roi de Byzance” [Deux extraits d’Abd al-Jabbar], Studies in Memory of Gaston Wiet, ed. Myriam Rosen-Ayalon (Jerusalem, 1977), 101–127. - A Platonistic Model for Two of Josephus’ Accounts of the Doctrine of the Pharisees Concerning Providence and Man’s Freedom of Action, Translated by Linda Lown, Immanuel 7 (1977), 38–43. - La Philosophie dans l’économie du genre humain selon Averroès: une réponse à al-Fārabi? Multiple Averroès [Actes du Colloque Interational, Paris 1976] (Paris, 1978), 189–207. - The Collected Works of Shlomo Pines: Studies in Abuʾl-Barakāt al-Baghdādī: Physics and Metaphysics, Jerusalem, Magnes (Leiden: Brill, 1979), 339 sidor. - Yaḥyā ibn ʿAdī’s Refutation of the Doctrine of Acquisition (Iktisāb) [Edition, Translation, and Notes on Some of His Other Treatises], Studia Orientalia Memoriae D. H. Baneth Dedicata (Jerusalem, 1979), 49–94 (tillsammans med Michael Schwartz). - The Limitations of Human Knowledge According to Al-Farabi, Ibn Bajja, and Maimonides, Studies in Medieval Jewish History and Literature, ed. Isadore Twersky (Cambridge, Mass., Harvard University Press, 1979), 82–109. - Maïmonide et la philosophie latine, Actas del V. Congreso Internacional de Filosofía Medieval [1972] (Madrid, 1979), 219–229. - The Jewish Religion after the Destruction of Temple and State: The Views of Bodin and Spinoza, Studies in Jewish Religious and Intellectual History presented to Alexander Altmann, ed. Siegfried Stein and Raphael Loewe (University, Alabama, University of Alabama Press [with The Institute of Jewish Studies, London], 1979), 215–234. - Le Sefer ha-tamar et les maggidim des kabbalistes, Hommage à Georges Vajda. Etudes d’histoire et de pensée juives, ed. Gerard Nahon & Charles Touati (Louvain, Peeters, 1980), 333–363. - Shīʿite Terms and Conceptions in Judah Halevi’s Kuzari, Jerusalem Studies in Arabic and Islam 2 (1980), 165–251. - Les limites de la métaphysique selon al-Fārābi, Ibn Bājja et Maïmonide: sources et antithèses de ces doctrines chez Alexandre d’Aphrodise et chez Themistius, Miscellanea Mediaevalia 13/1 (1981), 211–225. - Note sur la conception spinoziste de la liberté humaine, du bien et du mal, Bulletin de l’Association des Amis de Spinoza 6 (Paris, 1981), 13–25. - Wrath and Creatures of Wrath in Pahlavi, Jewish and New Testament Sources, Irano-Judaica (Jerusalem, Ben-Zvi Institute, 1982), 76–82. - Al-Bīrūnī’s Arabic Version of Patañjali’s Yogasūtra: A Translation of the Third Chapter and a Comparison with Related Texts, Bulletin of the School of Oriental and African Studies 46 (1983), 258–304 (tillsammans med Tuvia Gelblum). - On Spinoza’s Conception of Human Freedom and of Good and Evil, Spinoza — His Thought and Work, ed. Nathan Rotenstreich (Jerusalem, The Israel Academy of Sciences and Humanities, 1983), 147–159. - Medieval Doctrines in Renaissance Garb? Some Jewish and Arabic Sources of Leone Ebreo’s Doctrines, Jewish Thought in the Sixteenth Century, ed. Bernard Cooperman (Cambridge, Mass., Harvard University Press, 1983), 365–398. - Notes on Islam and on Arabic Christianity and Judaeo-Christianity, Jerusalem Studies in Arabic and Islam 4 (1984), 135–152. - Studies in Christianity and in Judaeo-Christianity Based on Arabic Sources, Jerusalem Studies in Arabic and Islam 6 (1985), 107–161. [Paul According to the Judaeo-Christian Sources Utilized by ʿAbd al-Jabbār in the Tathbīt Dalāʾil al-Nubuwwa, 107–144; A Preliminary Note on the Relation Posited by Ibn Ḥazm between the Author of the Book of Yosipon and the ʿĪsāwiyya Sect and on the Arabic Version of This Book, 145–153; Additional Observation concerning the Arabic Translation of the Book of Yosippon, 154–161]. - Une encyclopédie arabe du dixième siècle: les épîtres des frères de la pureté, Rasāʾil Ikhwān al-Ṣafāʾ, Revista di storia della filosofia 40 (1985), 131–137. - On Leo Strauss (transl. A. L. Motzkin), The Independent journal of Philosophy vol. 5/6 (1988), 169—171. - The Collected Works of Shlomo Pines II: Studies in Arabic Versions of Greek Texts and in Medieval Science, Jerusalem, Magnes (Leiden: Brill, 1979), 468 sidor. - Le discours théologico-philosophique dans les oeuvres halachiques de Maïmonide comparé avec celui du Guide des égarés, Delivrance et fidelite: Maïmonide [Textes du Colloque tenu à l’Unesco en decembre 1985 à l’occasion du 850 anniversaire du philosophe] (Paris, 1986), 119–124. - Dieu et l’être selon Maïmonide: Exégèse d’Exode 3,14 et doctrine connexe, Celui qui est: Interprétations juives et chértiennes d’Exode 3, 14, ed. A. de Libera & E. Zum Brunn (Paris, Les Editions du Cerf [Collection “Patrimoines”], 1986), 15–24. - Nietzsche: Psychology vs. Philosophy, i Nietzsche as Affirmative Thinker: Papers presented at the Fifth Jerusalem Philosophical Encounter, 1983, ed. Yirmiyahu Yovel (Dordrecht: Nijhoff, 1986), 147–159. - The Philosophical Purport of Maimonides’ Halachic Works and the Purport of The Guide of the Perplexed, i Maimonides and Philosophy: Papers presented at the Sixth Jerusalem Philosophical Encounter, 1985, eds. Yirmiyahu Yovel & Shlomo Pines (Dordrecht, Boston, Lancaster, Martinus Nijhoff, 1986), 1–14. - Fragment of a Jewish-Christian Composition from the Cairo Geniza, i Studies in Islamic History and Civilization in Honour of Professor David Ayalon (Jerusalem, 1986), 307–318. - To Behold the Stars and the Heavenly Bodies (transl. Deborah Grenimann), Immanuel 20 (1986), 33–37 (tillsammans med Zeev Harvey). - Some Distinctive Metaphysical Conceptions in Themistius’ Commentary Book Lambda and Their Place in the History of Philosophy, Aristoteles Werk und Wirkung, ed. Paul Moraux Gewidmet, Zweiter Band, herausgegeben von Jürgen Wiesner (Berlin, New York: Walter De Gruyter, 1987), 177–204. - Gospel Quotations and Cognate Topics in ʿAbd al-Jabbār’s Tathbīt in Relation to Early Christian and Judaeo-Christian Readings and Traditions, Jerusalem Studies in Arabic and Islam 9 (1987), 195–278. - A Parallel in the East to the “Logica Vetus”, Philosophie im Mittelalter: W. Kluxen zum 65. Geburtstag, herausgegeben von J.P. Beckmann, L. Honnefelder, G. Schrimpf und G. Wieland (Hamburg: Felix Meiner, 1987), 125–129. - Spinoza’s Tractatus Theologico-Politicus and the Jewish Philosophical Tradition, Jewish Thought in the Seventeenth Century, eds. I. Twersky & B. Septimus (Cambridge, Mass., 1987), 499–521. - Foreward, Moshe Idel, The Mystical Experience in Abraham Abulafia (Albany, State University of New York, 1988), vii–viii. - Points of Similarity between the Doctrine of the Sefirot in the Sefer Yezirah and a Text from the Pseudo-Clementine Homilies: The Implications of this Resemblance. The Israel Academy of Sciences and Humanities: Proceedings (1989), 63–142. - Al-Bīrūnī’s Arabic Version of Patañjali’s Yogasūtra: A Translation of the Fourth Chapter and a Comparison with Related Texts, Bulletin of the School of Oriental and African Studies, 52 (1989), 265–305 (tillsammans med Tuvia Gelblum). - Truth and Falsehood versus Good and Evil; A Study in Jewish and General Philosophy in Relation to The Guide of the Perplexed, Part I, Ch. 2. Studies in Maimonides, ed. Isadore Twersky (Cambridge, Mass.: Harvard University Press, 1990), 95–157. - Jahiliyya andʿIlm, Jerusalem Studies in Arabic and Islam, 13 (1990), 175–194. - A Parallel between two Iranian and Jewish themes: I. The Loss and Recuperation of the Avesta and the Torah; II. Incest, eds. Shaul Shaked & Amnon Netzer, Irano-Judaica II (Jerusalem, Ben-Zvi Institute, 1990), 41–51. - Note sur la métaphysique et sur la physique de Gersonide, Gersonide en son Temps [Colloque International, Paris 1988], ed. G. Dahan (Louvain, Peeters, 1991), 179–183. - Notes on the Twelve Tribes in Qumran, Early Christianity and Jewish Thought, Messiah and Christos: [Studies in the Jewish Origins of Christianity, Presented to David Flusser, eds. Ithamar Gruenwald, Shaul Shaked & Gedaliahu G. Stroumsa (Tübingen, J.C.B. Mohr [P. Siebeck], 1992), 151–154. - Quelques remarques sur la doctrine physique et métaphysique de Gersonide, Gersonide en son Temps: Colloque International, Paris 1988, Centre National de la Recherche Scientifique. - The Collected Works of Shlomo Pines III: Studies in the History of Arabic Philosophy, ed. S. Stroumsa, Jerusalem, Magnes (Leiden: Brill, 1996), 452 sidor. - The Collected Works of Shlomo Pines IV: Studies in the History of Religion, ed. G. G. Stroumsa, Jerusalem, Magnes (Leiden: Brill, 1996), 519 sidor. - Studies in Islamic Atomism, Translated by M. Schwarz, ed. T. Langermann (Jerusalem, Magnes, 1997), 212 sidor. - The Collected Works of Shlomo Pines V: Studies in the History of Jewish Thought, eds. W. Z. Harvey & M. Idel, Jerusalem, Magnes (Leiden: Brill, 1997), 821 sidor. - La Liberté de Philosopher: De Maïmonide à Spinoza, édité et traduit par Rémi Brague (avec la collaboration de R. Bouveresse-Quilliot et G. Haddad) (Paris, Desclée De Brouwer, 1997). |